# Младен Коцић
Младен "Ципи" Коцић (рођен 22. октобар 1988. у Нишу) је српски футсалер који је наступао за руски клуб Тјумен и за репрезентацију Србије. Тренутно је члан екипе КМФ Лозница Град. Представљао је репрезентацију Србије на Европском првенству 2016. у Србији, и 2018. у Словенији и на Светском првенству 2012. на Тајланду.

## Каријера
Коцић пре своје футсал каријере бавио се фудбалом где је тренирао за Раднички и ОФК из Ниша. Почео је футсалом да се бави од своје 18. године у Коперникусу у свом родном граду, где се после шест месеци преселио у Економац из Крагујевца. Током шест сезона у Коперникусу, 30 пута је наступао у УЕФА такмичењима и постигао 14 голова. Касније се сели у хрватски клуб Национал. У Загребу проводи 2 сезоне, а на лето 2016. се придружује руском клубу Тјумен. У УЕФА суперкупу је дебитовао 4. 9. 2008. на гостовању његовог Економца у Пољској, против Гљивице из истоименог града са резултатом од 4:4. Док је за репрезентацију дебитовао 19. 3. 2009. у победи Србије над репрезентацијом Грчке од 5:2.

## Трофеји
Економац
- Прва футсал лига Србије (7): 2007–08, 2008–09, 2009–10, 2010–11, 2011–12, 2012–13, 2013–14;
- Куп Србије у футсалу (3): 2009–10, 2012–13, 2013–14;
- Балкански куп у футсалу (1): 2008;

Национал
- Прва футсал лига Хрватске (2): 2014–15, 2015–16